# Nomada stoeckherti
Nomada stoeckherti är en biart som beskrevs av Pittioni 1951. Nomada stoeckherti ingår i släktet gökbin, och familjen långtungebin. Arten har ej påträffats i Sverige. Inga underarter finns listade i Catalogue of Life.